# Get What You Deserve
Get What You Deserve – szósty album studyjny niemieckiego zespołu thrash metalowego Sodom wydany 10 stycznia 1994 roku. Album ten zawierał wiele elementów punkowych jednak nie odniósł wielkiego sukcesu ponieważ w tym czasie fani stracili zainteresowanie thrash metalem. 
Album został ponownie wydany jednak została zmieniona tylko okładka ponieważ oryginalna została mocno ocenzurowana ze względu na treść przemocy zawartej w niej. Oryginalna okładka przedstawiała zamordowanego mężczyznę leżącego na łóżku natomiast okładka ponownego wydania przedstawiała członków zespołu.

## Lista utworów
1. „Get What You Deserve” – 3:44
2. „Jabba the Hut” – 2:29
3. „Jesus Screamer” – 1:42
4. „Delight in Slaying” – 2:40
5. „Die Stumme Ursel” – 3:47
6. „Freaks of Nature” – 2:07
7. „Eat Me” – 3:22
8. „Unbury the Hatchet” – 2:28
9. „Into Perdition” – 2:45
10. „Sodomized” – 2:43
11. „Fellows In Misery” – 2:18
12. „Tribute to Moby Dick” – 4:21
13. "Silence Is Consent – 2:30
14. „Erwachet” – 2:17
15. „Gomorrah” – 2:19
16. „Angel Dust” (Venom cover) – 2:39

## Skład zespołu
- Tom Angelripper – śpiew, gitara basowa
- Andy Brings – gitara
- Atomic Steif – perkusja